# 權純泰
權 純泰（クォン・スンテ、朝: 권순태、1984年9月11日 - ）は、大韓民国・江原道江陵市出身の元プロサッカー選手、サッカー指導者。現役時代のポジションはゴールキーパー（GK）。元韓国代表。

## 経歴

### クラブ
2006年、全北現代モータースへ加入した。2014年と2015年、2016年と3年連続でKリーグベストイレブンを受賞した。2016年には、キャプテンとしてAFCチャンピオンズリーグ優勝を果たしている。
2017年1月、Jリーグの鹿島アントラーズへ完全移籍した。鹿島では初の外国人GKとなった。3月4日、第2節のヴァンフォーレ甲府戦ではPKをストップするなど1-0の完封勝利に貢献した。開幕戦から鹿島の正GKであった曽ヶ端準からレギュラーを奪い出場していたが、7月4日に行われた柏レイソル戦で相手選手と接触し、左母指MP関節脱臼と診断された。スンテが怪我で試合に出れない間に活躍した曽ヶ端にレギュラーの座を再び奪われ、2017年シーズンはリーグ戦12試合の出場にとどまった。
2018年シーズンはレギュラーとして出場。10月3日に行われたACL準決勝1stレグ・水原三星戦で、1-2で負けている前半44分にこぼれ球を巡って混戦状態のなかで、水原三星のFWイム・サンヒョプとスンテが接触した。その接触にスンテが激高し、イムに頭突きのような仕草をして両軍が一触即発の状況に発展した。スンテにはイエローカードが出たが、このスンテの行為に対して韓国のメディアは「退場にしてもいい場面。しかし審判はクォン・スンテに警告のみを与えた」と言及した。一方で、母国のチーム相手に熱く戦うスンテに鹿島の内田篤人は「スンテのおかげでスイッチが入った」と話し、この試合で鹿島は試合終了間際に内田の得点で逆転勝利を果たしている。11月11日、鹿島初のAFCチャンピオンズリーグ優勝に貢献した。なお、スンテは全北現代でもACLを2度優勝しており、初のACL3度の優勝経験者となった。
2020年シーズンは、監督のザーゴが若手の沖悠哉を起用した事もあって第2GKに降格し、沖のデビュー後は一度も出番が無かったため、この年の出場は沖がデビューする前に出場した7試合のみに留まり、鹿島加入後で最低出場数となった。
沖のレギュラー定着後は実戦からしばらく遠ざかっていたが、2021年シーズンのルヴァンカップ第2節のアビスパ福岡戦にて先発に抜擢。約9ヶ月ぶりの公式戦出場を果たした。以降も主にカップ戦要員として活躍し、5月5日に行われたルヴァンカップ第5節のアビスパ福岡戦では自身の好セーブもあって失点を1に抑え、鹿島のプレーオフステージ進出に貢献した。その後はリーグ戦、カップ戦共に沖が出場したため出場は無かったが、11月3日に行われたJ1リーグ第34節のサンフレッチェ広島戦で先発に抜擢。リーグ戦では2020年7月以来約1年ぶりの出場となった。結果チームは自身の好セーブや安定感が実り、4-1で勝利に貢献した。その後、最終節までの浦和戦、大分戦、鳥栖戦、仙台戦にも先発出場し、4試合連続無失点でシーズンを終えた。
2022年シーズンも、引き続きレギュラーとしてプレーしており、2年ぶりの開幕スタメンに抜擢された。しかし8月にレネ・ヴァイラーが解任すると、新監督に就任した岩政大樹が早川友基を正GKに抜擢したことで出場機会が減少した。
2023年シーズンは、怪我の影響もあり、ベンチ入りする試合はあったものの公式戦出場は無し。11月30日に、このシーズンをもって現役を引退することが発表された。12月3日に行われた最終節の横浜FC戦ではベンチ入り。試合に勝っていたのもあり、監督の岩政大樹から最後の交代カードとして声を掛けられたが、それを断った。それについて「18年間プロでサッカーをやりましたし、全試合でフル出場することがどれだけ難しいかわかっています。そういう状況を考えて断りました。配慮してくれた大樹さんには、この場を借りて感謝の気持ちを伝えたい」と第1節から連続フルタイム出場を続けていた早川友基の事を思い断った事を明かしている。

### 代表
2015年9月3日のラオス代表戦で韓国代表デビューを果たした。以降は正GK金承奎とポジションを争いながら出場を続けていたが、自身の負傷もあって代表から遠ざかり、W杯のメンバーからも外れた。

## 引退後
2024年1月7日、鹿島アントラーズのGKアシスタントコーチに就任したことが発表された。

## 個人成績
| 国内大会個人成績 | 国内大会個人成績 | 国内大会個人成績 | 国内大会個人成績     | 国内大会個人成績 | 国内大会個人成績 | 国内大会個人成績 | 国内大会個人成績 | 国内大会個人成績 | 国内大会個人成績 | 国内大会個人成績 | 国内大会個人成績 |
| 年度             | クラブ           | 背番号           | リーグ               | リーグ戦         | リーグ戦         | リーグ杯         | リーグ杯         | オープン杯       | オープン杯       | 期間通算         | 期間通算         |
| 年度             | クラブ           | 背番号           | リーグ               | 出場             | 得点             | 出場             | 得点             | 出場             | 得点             | 出場             | 得点             |
| 韓国             | 韓国             | 韓国             | 韓国                 | リーグ戦         | リーグ戦         | リーグ杯         | リーグ杯         | FA杯             | FA杯             | 期間通算         | 期間通算         |
| ---------------- | ---------------- | ---------------- | -------------------- | ---------------- | ---------------- | ---------------- | ---------------- | ---------------- | ---------------- | ---------------- | ---------------- |
| 2006             | 全北現代         |                  | Kリーグ/ Kクラシック | 19               | 0                | 2                | 0                | 11               | 0                | 41               | 0                |
| 2007             | 全北現代         |                  | Kリーグ/ Kクラシック | 20               | 0                | 1                | 0                | 7                | 0                | 28               | 0                |
| 2008             | 全北現代         |                  | Kリーグ/ Kクラシック | 24               | 0                | 3                | 0                | 9                | 0                | 36               | 0                |
| 2009             | 全北現代         |                  | Kリーグ/ Kクラシック | 29               | 0                | 4                | 0                | 4                | 0                | 37               | 0                |
| 2010             | 全北現代         |                  | Kリーグ/ Kクラシック | 24               | 0                | 1                | 0                | 6                | 0                | 37               | 0                |
| 2011             | 尚州尚武         |                  | Kリーグ/ Kクラシック | 15               | 0                | 1                | 0                | 2                | 0                | 18               | 0                |
| 2012             | 尚州尚武         |                  | Kリーグ/ Kクラシック | 16               | 0                | -                | -                | 0                | 0                | 16               | 0                |
| 2013             | 全北現代         |                  | Kリーグ/ Kクラシック | 8                | 0                | -                | -                | 0                | 0                | 8                | 0                |
| 2014             | 全北現代         | 1                | Kリーグ/ Kクラシック | 34               | 0                | -                | -                | 3                | 0                | 37               | 0                |
| 2015             | 全北現代         | 1                | Kリーグ/ Kクラシック | 36               | 0                | -                | -                | 1                | 0                | 37               | 0                |
| 2016             | 全北現代         | 1                | Kリーグ/ Kクラシック | 35               | 0                | -                | -                | 1                | 0                | 36               | 0                |
| 日本             | 日本             | 日本             | 日本                 | リーグ戦         | リーグ戦         | リーグ杯         | リーグ杯         | 天皇杯           | 天皇杯           | 期間通算         | 期間通算         |
| 2017             | 鹿島             | 1                | J1                   | 12               | 0                | 1                | 0                | 1                | 0                | 14               | 0                |
| 2018             | 鹿島             | 1                | J1                   | 27               | 0                | 0                | 0                | 2                | 0                | 29               | 0                |
| 2019             | 鹿島             | 1                | J1                   | 30               | 0                | 3                | 0                | 2                | 0                | 35               | 0                |
| 2020             | 鹿島             | 1                | J1                   | 7                | 0                | 1                | 0                | -                | -                | 8                | 0                |
| 2021             | 鹿島             | 1                | J1                   | 5                | 0                | 7                | 0                | 1                | 0                | 13               | 0                |
| 2022             | 鹿島             | 1                | J1                   | 27               | 0                | 3                | 0                | 2                | 0                | 32               | 0                |
| 2023             | 鹿島             | 1                | J1                   | 0                | 0                | 0                | 0                | 0                | 0                | 0                | 0                |
| 通算             | 韓国             | 韓国             | Kクラシック          | 286              | 0                | 12               | 0                | 44               | 0                | 342              | 0                |
| 通算             | 日本             | 日本             | J1                   | 108              | 0                | 15               | 0                | 8                | 0                | 131              | 0                |
| 総通算           | 総通算           | 総通算           | 総通算               | 394              | 0                | 27               | 0                | 52               | 0                | 473              | 0                |

その他の国内公式戦
- 2017年
  - FUJI XEROX SUPER CUP 1試合0得点

| 国際大会個人成績 | 国際大会個人成績 | 国際大会個人成績 | 国際大会個人成績 | 国際大会個人成績 | FIFA      | FIFA      |
| 年度             | クラブ           | 背番号           | 出場             | 得点             | 出場      | 得点      |
| AFC              | AFC              | AFC              | ACL              | ACL              | クラブW杯 | クラブW杯 |
| ---------------- | ---------------- | ---------------- | ---------------- | ---------------- | --------- | --------- |
| 2006             | 全北現代         |                  | 9                | 0                | 2         | 0         |
| 2007             | 全北現代         |                  | 0                | 0                | -         | -         |
| 2010             | 全北現代         |                  | 6                | 0                | -         | -         |
| 2013             | 全北現代         |                  | 5                | 0                | -         | -         |
| 2014             | 全北現代         | 1                | 5                | 0                | -         | -         |
| 2015             | 全北現代         | 1                | 8                | 0                | -         | -         |
| 2016             | 全北現代         | 1                | 14               | 0                | 0         | 0         |
| 2017             | 鹿島             | 1                | 7                | 0                | -         | -         |
| 2018             | 鹿島             | 1                | 10               | 0                | 3         | 0         |
| 2019             | 鹿島             | 1                | 10               | 0                | -         | -         |
| 通算             | AFC              | AFC              | 74               | 0                | 5         | 0         |

その他の国際公式戦
- 2019年
  - AFCチャンピオンズリーグ2019・プレーオフ 1試合0得点
- 2020年
  - AFCチャンピオンズリーグ2020・プレーオフ 1試合0得点

出場歴
- Jリーグ初出場 - 2017年2月25日 J1 第1節 FC東京戦（カシマサッカースタジアム）

## 代表歴
- 2012年- 韓国代表（6試合0得点）
  - 2014 FIFAワールドカップ・アジア予選
  - 2018 FIFAワールドカップ・アジア2次予選
  - 2018 FIFAワールドカップ・アジア3次予選

### 試合数
- 国際Aマッチ 6試合（2015年-2017年）[13]

| 韓国代表 | 国際Aマッチ | 国際Aマッチ |
| 年       | 出場        | 得点        |
| -------- | ----------- | ----------- |
| 2015     | 2           | 0           |
| 2016     | 1           | 0           |
| 2017     | 3           | 0           |
| 通算     | 6           | 0           |

## タイトル

### チーム
全北現代モータース
- Kリーグ1：3回 (2009年、 2014年、 2015年)
- AFCチャンピオンズリーグ：2回 (2006年、 2016年)

鹿島アントラーズ
- FUJI XEROX SUPER CUP：1回（2017年）
- AFCチャンピオンズリーグ：1回（2018年）

### 個人
- Kリーグ1 ベストイレブン：3回（2014年、2015年、2016年）
- Jリーグ優秀選手賞：1回（2018年）